# 猶大·馬加比
猶大·馬加比，或譯猶大·瑪加伯（希伯來語：יהודה המכבי ，即「鐵鎚」猶大），是古以色列人祭司長亞倫的後裔，父親是猶太祭司瑪他提亞，猶大·馬加比是第三個兒子。猶大·馬加比繼承父親對抗塞琉古帝國的統帥職位，他也是猶太人歷史中與約書亞、基甸、大衛齊名的英勇戰士。
猶太人的馬加比節，就是記念猶大·馬加比在前165年收復耶路撒冷的聖殿，並驅逐聖殿內的非猶太教信仰。

## 領導反抗軍
猶大是猶太祭司瑪他提亞第三個兒子，出身莫迪因马加比勒特的村莊。塞琉古國王安條克四世在前167年的政令中禁止猶太教的信仰，加上傳統猶太人和希臘化猶太人衝突日益擴大，瑪他提亞和他的兒子們猶大、約拿單、約翰、西門、以利亞撒等人發動軍事行動來對抗安條克四世，捍衛自身的傳統。前166年瑪他提亞臨終時，讓猶大繼承反抗軍統帥的職務，根據瑪加伯上記載瑪他提亞當時稱讚猶大自幼奮勇，具有軍事上的才能，命他的兒子們要拱猶大為反抗軍統帥。
在反叛初期，猶大就得到「馬加比」這個稱號，關於這個稱號的意思有許多解釋，其中一個解釋是說「馬加比」來自亞拉姆語maqqaba，即「鐵鎚」或「大錘」之意，代表猶大在戰場上作戰勇猛非凡，就像是戰鎚般打擊敵人。另一個解釋是說「馬加比」這詞是一個首字母縮略字，來自於出埃及記15:11裡的一段詩歌Mi kamokha ba'elim YHWH（上主，誰能像你那樣，神聖尊威）。而拉比摩西·施萊伯（Moses Schreiber）則認為「馬加比」這詞是其父瑪他提亞的名字Mattityahu Kohen Ben Yochanan的首字母縮略字。

## 初期勝利
在最初的前兩年塞琉古軍隊具有龐大的數量優勢，猶大為了因應，他盡量避免與塞琉古正規軍正面對決，而採取游擊戰的方式來對付、騷擾敵人，來打擊敵士氣。利用這個戰略，猶大獲得數場小勝利，在初期，猶大便在戰場上擊敗了撒馬利亞督撫阿波羅尼奧斯（Apollonius）所率領的一小支塞琉古軍隊，阿波羅尼奧斯陣亡，且猶大繳獲阿波羅尼奧斯的配劍，他之後一生都用此劍作戰。此戰後，反抗軍的陣容日益茁壯。
之後不久，猶大藉著戰場上地形的優勢，在伯特和崙（Beth-Horon）附近的山坡擊敗另一支規模大於反抗軍數量的敵軍，獲得伯特和崙戰役勝利。這場勝利導致塞琉古國王安條克四世決定派出大軍平亂，然而因為此時與安息戰局吃緊，安條克四世必須親自前去東方對付，於是他命呂西阿斯管理幼發拉底河以西的國土，並留下一部分的軍隊供呂西阿斯平亂。呂西阿斯於是派遣將軍尼卡諾爾、高爾吉亞、柯里敘利亞兼腓尼基總督托勒密帶著一支軍隊前去討伐，他們還派兵進駐耶路撒冷。之後高爾吉亞率領一支分隊前去突襲猶大的營地，但因為猶大·馬加比早一步得知消息，高爾吉亞因此撲了空，於是高爾吉亞率領一部分軍隊在山中搜索敵蹤。隔日一早，猶大偷偷率領部隊出現在高爾吉亞在以馬忤斯的營地前，並擊敗留在營地的部隊，當高爾吉亞回來時，才發現守軍已被摧毀，被迫撤離並退回沿岸地區。這場戰役被認為是猶大·馬加比的重要勝戰之一。

## 重建耶路撒冷第二聖殿
呂西阿斯得知以馬忤斯戰役慘敗，確認戰局比想像中嚴重，且將是一場延長戰。他開始聚集一支龐大的軍隊，親自率領軍隊南下，進軍至埃多姆，然而因為猶大·馬加比持續不斷的游擊戰術騷擾，呂西阿斯的軍隊士氣消沉，反而反抗軍的士氣旺盛且英勇無懼，在這種情況，又吃了幾場敗戰下呂西阿斯決定先撤回安條克，準備招募更多軍隊，重整旗鼓日後再進擊。經過多年的努力，猶大·馬加比迫使呂西阿斯撤軍之後，猶大在前164年12月14日占領了耶路撒冷，並且重新恢復猶太教的信仰，重建了第二聖殿，但耶路撒冷的要塞阿克拉（Acra）還由敵軍據守掌握。以後的猶太人為了紀念重建聖殿的這一天，定這一日為他們的節日。而猶大·馬加比解放耶路撒冷此一事件也成為猶太人最終走向獨立的初步。

猶大·馬加比接到基列（Gilead）、外約旦和加利利的猶太社群遭到鄰近希臘化城市攻擊的消息，他立即前去援助，猶大派他的兄長西門·太西領3,000人馬去救援加利利，而自己與約拿單·亞腓斯去基列。西門在獲得數場勝利後，把當地的猶太人和他們的財物遷到朱迪亞，成功完成任務。而猶大經過猛烈的戰鬥後，也擊敗外約旦的部族，解救被圍困在基列的猶太人，同樣地，猶大·馬加比把當地猶太人也遷回朱迪亞。在結束外約旦的戰鬥後，猶大·馬加比轉戰南方的以东，占領並摧毀了希伯侖、瑪黎撒（Maresha）。接著，他進軍地中海沿岸，摧毀阿什杜德那裏的非猶太教神像和信仰，帶著掠奪來的戰利品回來。

## 雙方停戰
猶大接著包圍在耶路撒冷的要塞阿克拉，裏頭除了塞琉古駐軍外，還有希臘化的猶太人，他們派人向呂西阿斯求救，這時塞琉古國王安條克四世已經於前164年遠征安息的行動中逝世，而繼任的安條克五世還很年幼，呂西阿斯便自立為攝政。呂西阿斯於是帶著安條克五世率大軍南下，如同呂西阿斯第一次進攻猶大·馬加比的進軍路徑，從耶路撒冷南方迂迴進攻，並包圍了伯夙，猶大得知後，放棄繼續圍攻阿克拉，率軍前去援救伯夙，兩軍在貝特匝加黎雅戰役（Beth-zechariah）展開決戰，塞琉古帝國在這場戰役獲得大勝，猶大·馬加比被迫撤入耶路撒冷，伯夙因此落入塞琉古軍手中。呂西阿斯接著繼續進軍至耶路撒冷城下，並開始進行圍攻戰，然而因為適逢安息年，耶路撒冷周遭的土地沒有耕種，使得守軍的糧食逐漸短缺，似乎耶路撒冷就快投降之時，塞琉古首都傳來腓力帶著進攻安息的遠征軍返回，準備奪取政權，因腓力是當年安條克四世臨死前任命的合法攝政。因此，呂西阿斯草草與猶大·馬加比停戰，結束了亂事，條約中猶太人重回塞琉古帝國，但明顯賦予許多自治的權利，包含宗教信仰的自由，遵守自己的法律和傳統，並管理自己的神殿，同時也處死了希臘化猶太人大祭司墨涅拉俄斯，來示好猶太人。呂西阿斯在前163年底簽完停戰協定，連忙帶著國王退回首都安條克，發現腓力已經佔領了首都，呂西阿斯經過戰鬥後重新奪回首都，重新鞏固了權位，但塞琉古軍事失利下使朱迪亞地區的希臘化的影響力銳減。

## 戰局重啟

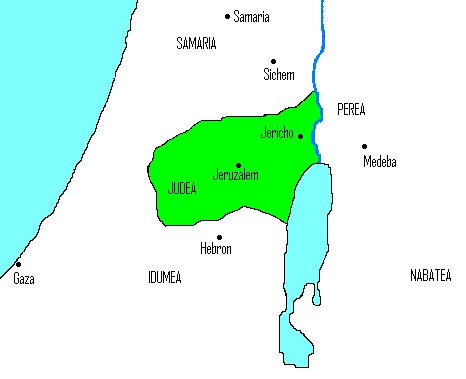
猶大·馬加比統治下的朱迪亞

雖然與塞琉古軍隊結束戰爭，但內部與希臘化猶太人的衝突逐漸加深。前162年，塞琉古帝國另一位王位繼承人德米特里一世從羅馬返回國內，並推翻了呂西阿斯和安條克五世，登上王位。德米特里一世於是任命希臘化猶太人阿爾息穆斯（Alcimus）為大祭司，讓國王的夥友巴吉底（Bacchides）護送他到耶路撒冷就職。起初阿爾息穆斯受到虔誠正統猶太教徒所接受，因為他具有祭司長亞倫的血統，但隨即他們不滿阿爾息穆斯的殘酷作為，甚至阿爾息穆斯處死六十個反對他的祭司。猶大·馬加比因此決定反對阿爾息穆斯和希臘化猶太人的行為，迫使阿爾息穆斯逃離耶路撒冷，向塞琉古國王德米特里一世控訴並向他訴苦有關希臘化猶太人的遭遇。於是德米特里一世接受阿爾息穆斯的請求，決定派遣將軍尼卡諾爾前去討伐猶大·馬加比，並要解除猶大的軍事武裝，重啟了戰事。
戰事起初，鄰近的希臘化軍民前來協助尼卡諾爾，尼卡諾爾便擊敗猶大的兄長西門所率的軍隊，但尼卡諾爾深知猶大軍隊實力，以及他們不畏死的精神，要剷除猶大·馬加比必定要付出龐大的代價，因此他決定與猶大停戰，猶大·馬加比同意這項提議，於是尼卡諾爾進入耶路撒冷後，遣返他的軍隊，並向猶大·馬加比結交並合作，他也經常在公開場合與猶大比鄰而坐。阿爾息穆斯看到這兩人之間的友好關係相當擔心，於是他向德米特里一世進讒言，說尼卡諾爾想任命猶大·馬加比為大祭司，因此德米特里一世大怒，派人向尼卡諾爾表示他不滿意與猶大所簽訂的條約，並且督促尼卡諾爾盡快把猶大押送到首都安條克來。尼卡諾爾不敢違背國王的旨意，無奈下只好想辦法找機會逮捕猶大，然而猶大很快就發現尼卡諾爾神色異常，他知道事情有變，偷偷離開耶路撒冷。
於是猶大與他的軍隊會合，尼卡諾爾知道猶大軍隊紮營的地點後，帶著軍隊前來攻擊但慘遭失利，前161年，尼卡諾爾受到另一支塞琉古軍隊增援，與猶大軍在阿達撒戰役（Adasa）進行會戰，此戰塞琉古軍戰敗，尼卡諾爾戰死，猶大軍一路追擊敗兵，塞琉古軍遭到徹底摧毀。猶大·馬加比因此獲得大勝，朱迪亞許多猶太人也加入猶大·馬加比的行列。戰役的那一天也被以後的猶太人定為節日，來慶祝這場勝利。

## 與羅馬共和國結盟
前161年，猶大·馬加比知道當時羅馬共和國的強盛，也知道羅馬共和國曾經擊敗塞琉古國王安條克三世，因此他派人到羅馬，去與他們締結盟約。羅馬人為了進一步削弱塞琉古帝國的實力，同意這項提議，並承諾若猶太人遇到戰事，羅馬人將會並肩協助。羅馬人還說他們寫信給德米特里一世，警告他不准入侵猶太人。然而關於這份盟約有些爭議，畢竟只有猶太人的馬加比書記載此事，因此有學者如舍温·怀特等懷疑他的真實性。

## 猶大·馬加比戰死
儘管猶大·馬加比與羅馬簽訂盟約，但塞琉古國王德米特里一世仍決定要剷除猶大的勢力，在收到尼卡諾爾戰死且軍隊覆沒的消息後，前160年德米特里一世立即派遣巴吉底領著大軍前去對付，這支軍隊有20,000名步兵和2,000名騎兵，數目遠遠大於猶大·馬加比的軍隊，使得猶大軍中的士兵紛紛逃離。猶大的將領們建議先暫時迴避，等到聚集更多士兵再決一死戰，然而猶大認為戰情危急，拼死一戰或許還有可能戰勝的機會，並說他絕不逃走。於是雙方在厄拉撒戰役（Elasa）進行決戰，巴吉底把主力佈署塞琉古右翼並親自指揮右翼騎兵，猶大見到敵人如此安排，決定不管塞琉古軍隊中緩慢的步兵方陣，準備集中攻擊巴吉底所領的騎兵，果真塞琉古右翼騎兵不敵猶大軍的攻擊，退到山丘上，猶大在後率兵追擊，然而塞琉古左翼騎兵見到戰情如此，急忙從後趕到。塞琉古左、右翼騎兵在山坡上把猶大軍夾擊，經過惡鬥下猶大·馬加比戰死，剩餘的猶大士兵潰散。
然而，一些以色列歷史學者不同意瑪加伯書有關猶大軍僅800名的數目，如Betzalel Bar Kochva，他認為猶大·馬加比的軍隊數目不該太過懸殊，應該略少於塞琉古軍數目才對，因此他猜想厄拉撒戰役是巴吉底故意讓塞琉古軍右翼佯退，誘使猶大軍左翼追擊至山坡，再利用地形上的優勢攻擊猶大軍，最後當塞琉古左翼擊破猶大軍右翼後，從後方打擊猶大軍左翼，造成猶大士兵潰散。
另外，大祭司阿爾息穆斯此段時間前後突然去世，很可能猶太人先前推舉猶大·馬加比同樣擔任大祭司，因為弗拉維奧·約瑟夫斯提到猶大·馬加比戰死時是大祭司的第三年，但是他在其他段落說到阿爾息穆斯去世後有七年無人擔任此職務，因此約瑟夫斯所指的祭司第三年可能指的是重新供奉聖殿後的第三年，而根據瑪加伯書，阿爾息穆斯似乎是猶大·馬加比戰死後才去世。總之，不確定猶大·馬加比是否擔任過大祭司。
總之猶大·馬加比在厄拉撒戰役中結束他顯赫的一生，他的屍首由他的兄弟從戰場上帶回，安葬於莫迪恩的家族墓地。猶大·馬加比之死更加激發猶太人的抵抗運動，經過數年的征戰和抵抗，在猶大·馬加比的兄弟約拿單和西門的領導下，猶太人最終獲得獨立。

## 腳註
1. ↑   瑪加伯上 2:66
2. ↑  事實上所有有關猶大·馬加比的紀錄都出自瑪加伯書，而弗拉維奧·約瑟夫斯的著作也很大程度依靠這個來源
3. ↑   瑪加伯上 3:12
4. ↑  Bezalel Bar-Kochva,Judas Maccabaeus: The Jewish Struggle Against the Seleucids  ,第61頁
5. ↑   瑪加伯上 4:5
6. ↑   瑪加伯上 4:35
7. ↑   瑪加伯上 4:52
8. ↑  然而，基列的猶太人似乎沒有遷回，因為在兩代之後，約翰·海爾卡努斯（John Hyrcanus）征服基列，他發現當地有許多猶太人。
9. ↑  弗拉維奧·約瑟夫斯 《猶太古史》12冊第8章第6段.
10. ↑  Bezalel Bar-Kochva,Judas Maccabaeus: The Jewish Struggle Against the Seleucids  ,第126頁
11. ↑   瑪加伯上 6:53
12. ↑   瑪加伯上 6:15
13. ↑   瑪加伯上 7:9
14. ↑   瑪加伯下 14:17
15. ↑   瑪加伯下 14:24
16. ↑   瑪加伯下 15:35
17. ↑   瑪加伯上 9:4
18. ↑   瑪加伯上 9:18

## 延伸讀本
- Schalit, Abraham (1997). "Judah Maccabee". Encyclopaedia Judaica (CD-ROM Edition Version 1.0). Ed. Cecil Roth. Keter Publishing House. ISBN 965-07-0665-8
- Schäfer, Peter (2003). The History of the Jews in the Greco-Roman World. Routledge. ISBN 0-415-30585-3

| 猶大·馬加比 哈希芒王朝出生于：?逝世於：前160年 | 猶大·馬加比 哈希芒王朝出生于：?逝世於：前160年 | 猶大·馬加比 哈希芒王朝出生于：?逝世於：前160年 |
| ---------------------------------------------- | ---------------------------------------------- | ---------------------------------------------- |
| 前任者： 瑪他提亞                              | 馬加比反抗軍領導者 前167年 – 前160年           | 繼任者： 約拿單·亞腓斯                         |